# Josef August Schultes
Josef o Joseph August Schultes (15 d'abril de 1773 a Viena, Àustria, †21 d'abril de 1831 a Landshut) va ser un metge, naturalista, i botànic austríac. Josef August Schultes va ser doctor en medicina, i professor de zoologia, de botànica i de mineralogia en el Theresianum de Viena a partir de 1805, després, a partir de l'any següent, professor de química i de botànica a la Universitat de Cracòvia.
A partir de 1808, va ensenyar història natural i química a la Universitat d'Innsbruck. L'any següent va ensenyar història natural i Botànica a la Universitat de Landshut i també va dirigir l'Escola de Cirurgia.
Josef August Schultes és el pare del botànic Julius Hermann Schultes (1804-1840). Va participar, amb Johann Jacob Roemer (1763-1819) i els seu fill en la realització de la setena edició del Systema Vegetabilium.

## Algunes publicacions
- Oestreichs Flora. 1794
- Reisen durch Oberösterreich in den Jahren 1794, 1795, 1802, 1803, 1804 und 1808, 1809
- Baierns Flora. 1811
- Grundriß einer Geschichte und Literatur der Botanik. 1817
- Reise auf den Glockner. 1824
- Mantissa … systematis vegetabilium Caroli a Linné …. 1822—1824 (vol. 1-2)
- Mantissa … systematis vegetabilium Caroli a Linné …. 1827 (vol. 3)

## Epònims
Gèneres
- (Amaranthaceae) Schultesia Schrad.[2]
- (Campanulaceae) Schultesia Roth[3]
- (Gentianaceae) Schultesia Mart..[4]
- (Poaceae) Schultesia Spreng..[5]